# George Galloway (polític)
|  | Aquest article tracta sobre el polític escocès. Vegeu-ne altres significats a «George Galloway». |

George Galloway (Dundee, 16 d'agost de 1954) és un polític, locutor i escriptor escocès, actual diputat a la Cambra dels Comuns per Rochdale i líder del Partit dels Treballadors de Gran Bretanya (WPB). Entre 1987 i 2010, i entre 2012 i 2015, fou representant electe de la Cambra dels Comuns del Parlament britànic per quatre circumscripcions diferent, primer pel Partit Laborista i més tard pel Partit del Respecte.
Després d'esdevenir el parlamentari més jove del Partit Laborista escocès l'any 1981, fou secretari general de l'associació caritativa londinenca War on Want des de 1983 fins que fou escollit membre del Parlament per Glasgow Hillhead (més tard Glasgow Kelvin) a les eleccions generals de 1987. L'any 2003, fou expulsat del Partit Laborista per donar mala reputació al partit, incloent llençant crides als àrabs per a lluitar contra les tropes britàniques.
El 2004 esdevingué membre de Respecte–La Coalició d'Unitat, més tard conegut com el Partit del Respecte, esdevenint el seu màxim dirigent a finals de 2013. Havent decidit aspirar a la re-elecció per Glasgow Kelvin, es presentà pel seu nou partit a les eleccions generals de 2005 per Bethnal Green and Bow, obtenint l'escó de la diputada laborista Oona King per a un sol mandat. A les eleccions generals de 2010 no aspirà a la re-elecció i no retornà a la Cambra dels Comuns fins a les eleccions generals de 2012, en les que obtingué l'escó per Bradford West, per després perdre'l a les eleccions generals de 2015. Com a candidat del Partit del Respecte aspirà a eleccions municipals de Londres de 2016, però perdé davant del candidat laborista, Sadiq Khan; acabant en setè lloc amb 1.4% del vot. A les eleccions generals de 2017 es presentà com a independent per a la circumscripció de Manchester Gorton, obtenint el 5.7% del vot.
Inicialment fou considerat detractor de Saddam Hussein, però més tard fou acusat per David Aaronovitch i Christopher Hitchens de donar suport al dirigent iraquià quan la política occidental esdevingué ser de rebuig, una acusació que sempre rebutjà. L'any 2005 testificà davant del Senat dels Estats Units per uns presumptes cobraments il·lícits del Programa Petroli per Aliments de Nacions Unides. Galloway dona suport al poble palestí en el conflicte israelià-palestí, oposant-se al sionisme, i estigué implicat activament en la campanya de combois d'ajuda humanitària Viva Palestina.
Galloway donà suport a Jeremy Corbyn des de la formació de la seva candidatura per a liderar el Partit Laborista fins a la subsegüent victòria el setembre de 2015. Al referèndum de permanència a la UE de 2016 defensà la retirada del Regne Unit, fent campanya amb l'organització transversal pro-Brexit Grassroots Out, mentre que abans de les eleccions al Parlament Europeu de 2019 anuncià per twitter que, "per només un cop a la vida", donava suport al Partit del Brexit de Nigel Farage.
El gener de 2024, Galloway va anunciar que es presentaria a les eleccions parcials de Rochdale, novament pel Partit dels Treballadors de Gran Bretanya, guanyant amb gairebé el 40% dels vots. La Guerra entre Israel i Gaza de 2023 va dominar la campanya, en la qual Galloway criticava durament la postura laborista i en defensa dels palestins. En el seu discurs electoral, Galloway va dir: "Keir Starmer, això és per Gaza. Pagareu un alt preu pel paper que heu jugat per habilitar, encoratjar i cobrir la catàstrofe que està passant actualment a Gaza ocupada, a la Franja de Gaza".